# 크리스마스의 황당한 악몽
《크리스마스의 황당한 악몽》(Mercy Christmas)은 미국에서 제작된 라이언 넬슨 감독의 2017년 공포, 액션 영화이다. 스티븐 허벨 등이 주연으로 출연하였고 베스 레비 넬슨 등이 제작에 참여하였다. 이 영화는 2017년 Gravitas Ventures에 인수되어 2017년 11월 28일 개봉되었다.

## 출연

### 주연
- 스티븐 허벨

### 조연
- 콜 글리슨
- 케이시 오키프
- 그웬 반 댐
- 휘트니 닐슨
- D.J. 헤일

## 기타
- 배역: 베스 레비 넬슨
- 배역: 크리스틴 스코리